# شمش

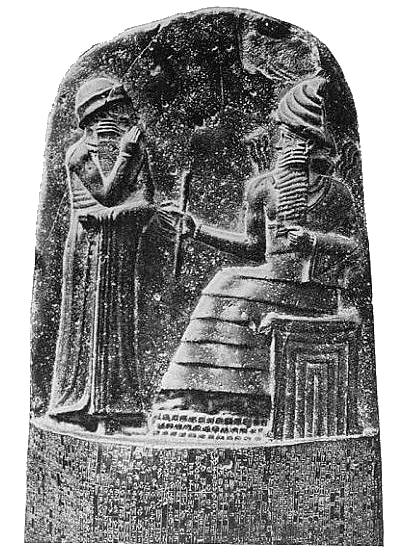
الجزء الأعلى من قوانين حمورابي، تظهره وهو يتسلم القوانين من شمش

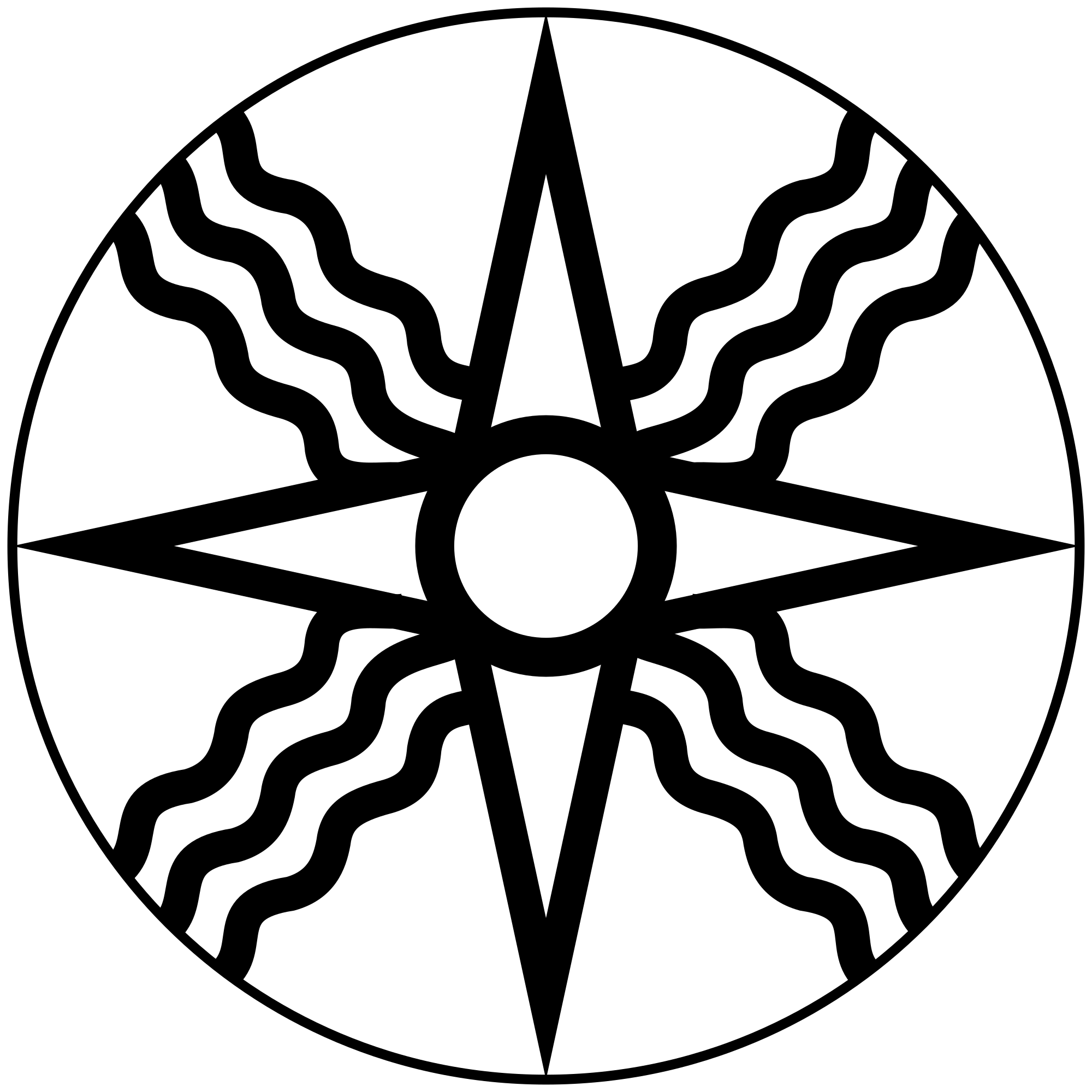
شعار الشمس التي يمثلها شمش

شمش أو شماش وهو الاسم الذي كان يطلق على إله الشمس عند البابليين والآشوريين.

## تاريخ
وصف في الكتابات الأولى واللاحقة بأنه من ذرية نانار إله القمر، ومن هنا كان يأتي في تعداد مجمع الآلهة بعد الإله سين، حيث يفترض أن في علاقتهما أن إله الشمس يعتمد في قوته على إله القمر، وهذا الافتراض يتوافق مع الاعتماد على القمر في التقويم والحسابات الفلكية، وكذلك فإن عبادة القمر ظهرت في المجتمعات البدوية ومراحل الحضارة الأولى ولم تنتشر عبادة الشمس وتأخذ أهميتها إلا بعد تطور الزراعة، وكان أهم مركزين لعبادة الشمس هما سيبار ولارسا حيث حمل المكان المقدس الرئيسي فيها اسم إيبارا (أو إيبابارا) وتعني البيت المنير وهي إشارة لتفوق إله الشمس. ومن بين المعابد كان معبد سيبار أشهرها وكان معبد شمش قد أقيم في كافة المدن الكبرى مثل بابل وأور ونينوى ونيبور.

## الصفات
الصفة التي عرف بها شمش في العادة هي العدل، فإن شمش يظهر الخطأ والظلم للنور كما يبدد نور الشمس الظلام. ونسب إليه حمورابي الإلهام الذي قاده ليجمع القوانين المعروفة عنه، وفي لوح القوانين يظهر حمورابي وهو يتلقى أفكار القوانين والعدل من شمش. وقال الملك أور نامو من سلالة أور الثالثة قبل قرون من حمورابي (حوالي 2000 ق.م.) أنه أصدر القرارات وفقا لقانون شمش العادل. وكان استنتاجا منطقيا على هذا الأساس عن إله الشمس بأنه اعتبر أيضا محرر المعذبين من قبضة الشياطين. وبهذا فقد كان المرضى يتضرعون لشمش ويعتمدون عليه ليساعد أولئك الذين تعذبوا ظلما. وهذه النظرة عن إله الشمس موجودة بشكل كثيف في الأناشيد، وهي تعد من أفضل ما أنتج في الأدب البابلي.

## مركزه بين الآلهة
من البيّن من المواد التي وصلت إلينا فإن عبادة شمش في سيبار ولارسا قد غطت على عبادة آلهة الشمس المحليين في الأماكن الأخرى وأدى هذا ذوبان الآلهة الثانويين داخل الإله المهيمن. وفي مجمع الآلهة المنظم كان آلهة الشمس الثانويين موجودين لخدمته. ومنها الإله بونيني الذي كان قائد عربته، وتم تقديم زوجات بونيني أتغيماخ وكيتو (العدالة) وميشارو (الحق) خادمات لشمش. ومن آلهة الشمس الآخرين نينورتا ونرغال وهما الراعيان للأماكن الرئيسية، وقد حافظا على موقعهما المستقل في مراحل معينة من أطوار الشمس، حيث أصبح نينورتا إله الشمس في الصباح والربيع بينما أصبح نرغال إله الشمس وقت الظهيرة والانقلاب الصيفي، بينما ظهر شمش كإله الشمس بشكل عام.
شكل شمش مع سين وعشتار ثلاثيا ثانيا بجانب أنو وإنليل وإيا، وكانت القوى الثلاثة (سين وشمش وعشتار) ترمز لقوى الطبيعة الثلاثة العظيمة وهي الشمس والقمر والقوة التي تهب الحياة للأرض. ويظهر أداد إله العواصف بدل عشتار في الثلاثي، وربما يمثل هذان النمطان من الثلاثي مدرستين مختلفتين من الفكر الديني في بابل واللتان توافقتا لاحقا بالاعتراف بمجموعة تحتوي الآلهة الأربعة كلهم.
زوجة شمش كانت معروفة باسم أ شي، ولكن لم تذكرها النقوش إلا نادرا عندما تذكر مع شمش.